# Diatomyidae
Diatomyidae е семейство гризачи от подразред Hystricomorpha. То е представено от един съвременен вид – лаоската скална мишка (Laonastes aenigmamus). Изкопаеми видове са открити в страни от Южна и Югоизточна Азия, Китай, Япония и Саудитска Арабия.

## Морфология
Diatomyidae наподобяват едновременно на гребенопръсти и гризачите от подразред Anomaluromorpha. Основните му морфологични характеристики и генетичен анализ показват, че това семейство е базисно за целия подразред Hystricomorpha.

## Класификация
- †Fallomus
  - †Fallomus razae
  - †Fallomus ginsburgi
  - †Fallomus quraishyi
- †Diatomys
  - †Diatomys shantungensis
  - †Diatomys liensis
- †Marymus
  - †Marymus dalanae
- †Pierremus[1]
  - †Pierremus explorator
  - †Pierremus ladakhensis
- †Willmus
  - †Willmus maximus
- Laonastes
  - Laonastes aenigmamus – Лаоска скална мишка